# Zardoz
Zardoz è un film di fantascienza del 1974 diretto da John Boorman.
Girato e prodotto con le limitate risorse di un milione di dollari, Zardoz è costruito secondo un complesso schema narrativo che ha fatto sì che il film, grazie a una miscela di fantascienza pulp, una trama piena di colpi di scena e vivide allegorie, sia da alcuni citato come un film di culto.

## Trama
Nell'anno 2293 la civiltà è gravemente regredita su tutto il pianeta Terra, in balia di orde di Sterminatori che, incitati e armati da una misteriosa divinità chiamata Zardoz, trucidano senza pietà una moltitudine di disgraziati che vivono nel terrore. Tra gli sterminatori, che si muovono a cavallo tra la gente in fuga e indossano maschere a imitazione dell'effigie di Zardoz, si distingue un uomo chiamato Zed.
Zardoz si manifesta ai suoi adoratori tramite una ciclopica testa di pietra di forma mitologica classica, in grado di volare, dalla quale a ogni manifestazione ripete:
(L'immortale Arthur Frayn dalla testa di Zardoz)
In questo modo Zardoz consegna armi e preleva come tributo alimenti coltivati da moltitudini di schiavi sorvegliati dagli Sterminatori. Un giorno Zed si nasconde nel grano stivato nella testa e ne esce mentre questa è in volo; armato di un revolver, trucida l'uomo che trova a bordo prima dell'atterraggio nel Vortex.
Il Vortex è una comunità chiusa di “privilegiati” immortali, un ambiente paradisiaco che una barriera invisibile separa dal pianeta devastato e violento. Zed apprende subito l'esistenza del Tabernacolo, tecnologia avanzatissima e incomprensibile che organizza il Vortex, ma viene soggiogato dall'energia mentale di May, la prima immortale con la quale entra in contatto.
Gli immortali si domandano come abbia potuto Zed penetrare nel Vortex, e sospettano che abbia a che fare con la scomparsa di uno di loro, Arthur Frayn, incaricato di gestire il rapporto con l'esterno: evidentemente, l'immortale che Zed ha ucciso durante il volo. Tra gli immortali c'è chi, come la bella Consuella, ha timore dell'animalità di Zed e vorrebbe eliminarlo fisicamente, e chi invece vorrebbe approfittare di questa occasione dopo secoli di isolamento, e studiare i cambiamenti genetici nella razza umana. I privilegiati cittadini del Vortex sono infatti l'élite dell'epoca storica precedente, che grazie a un progresso scientifico straordinario e scoperte tecnologiche rivoluzionarie vivono eternamente in una comunità preservata dalla violenza.
Gli immortali sono immersi in un'atmosfera di noia, impossibilitati a togliersi la vita dal fatto che il Tabernacolo li clonerebbe e riporterebbe in vita; alcuni di loro, gli Apatici, hanno un'esistenza rallentata molto prossima alla catatonia; altri, i Rinnegati, per punizione hanno subito un invecchiamento artificiale e sono condannati al disagio di un'eterna vecchiaia in una comunità separata.
May e Consuella sottopongono ai voti la decisione sulla sorte di Zed; May viene autorizzata a condurre esperimenti per tre settimane, dopo di che il Bruto (così gli immortali chiamano gli esterni) sarà distrutto. May estrae dal cervello di Zed la sua memoria visiva, così gli immortali vengono a conoscenza di cosa accade nel mondo esterno, e scoprono l'esistenza degli Sterminatori come metodo di controllo demografico incoraggiato da Arthur Frayn.
Consuella cerca di dimostrare agli altri la natura intrinsecamente animale dei Bruti, e il nesso sesso/violenza che nel Vortex è stato reciso da quando la procreazione è stata giudicata superflua: mostra a Zed immagini di erotismo lascivo che però non eccitano minimamente il Bruto, il quale al contrario ha una vistosa erezione, constatata da tutti gli immortali, quando guarda fisso la stessa Consuella.
Un immortale di nome Amico si incarica di spiegare a Zed il funzionamento del Vortex, e sfrutta la sua forza muscolare per lavori vari. L'iperattività del Bruto non manca di incuriosire gli Apatici provocando un'accelerazione delle loro funzioni. Nel frattempo le ricerche genetiche di May su Zed arrivano a una conclusione inattesa: l'uomo è un mutante di terza generazione, fisicamente e intellettualmente superiore a qualsiasi immortale. Malgrado il timore, May decide di nascondere agli altri questa verità. Amico continua a trattare Zed come un animale e lo sfrutta come cameriere alla mensa degli immortali suscitando l'ira di Consuella.
Il consesso degli immortali si accanisce però contro Amico perché rifiuta di unirsi alla “meditazione di secondo livello”, che sostituisce le funzioni inconsce del sonno, e viene condannato all'invecchiamento e esiliato tra i Rinnegati. A May vengono concessi ancora 7 giorni, poi Zed sarà distrutto. Il Bruto lancia segnali ai suoi compagni che attendono armati fuori dalla barriera trasparente del Vortex.
La forza mentale di May costringe Zed a confessare i retroscena del suo arrivo; si scopre così che, al contrario dei Bruti, Zed sa leggere: ha imparato grazie a un misterioso personaggio che l'ha attirato in una biblioteca. Qui ha divorato una quantità di libri, adesso Zed è consapevole della sopraffazione degli immortali sul mondo, dove la gente vive nel terrore e nella schiavitù. La sua disillusione diventa furia vendicatrice quando scopre che il nome del dio Zardoz è una contrazione di wiZARD of OZ, il Mago di Oz, personaggio della letteratura infantile che parla con voce contraffatta nascondendosi dietro una maschera. Gli Sterminatori hanno inviato Zed nel Vortex per cercare vendetta.
Consuella, tuttavia, sorprende May in intimità fisica con Zed, e incita i suoi sostenitori a ucciderlo. Inseguito, Zed si rifugia dai Rinnegati, dove Amico, invecchiato, gli fa conoscere la prima generazione di scienziati illuminati: sono loro che, dopo la scoperta dell'immortalità, decisero di preservare la civiltà in un'arca della conoscenza in grado di superare gli anni bui. Ora però quei fondatori, che furono i primi a non sopportare l'eternità e a divenire Rinnegati, chiedono una cosa sola: la liberazione rappresentata dalla morte.
Consuella e i suoi non danno tregua a Zed, cacciato come un animale; il Vortex è sconvolto da un'onda di emozioni a lungo dimenticate. Gli Immortali bruciano la fattoria degli Apatici, che ritornano alla vita attiva. May organizza un gruppo di donne che trasmettono tutta la propria conoscenza a Zed, chiedendo in cambio di fecondarle. Per vincere il Vortex, tuttavia, Zed deve prima distruggere il Tabernacolo; in questa impresa trova degli alleati in May (che vorrebbe rifondare la comunità su nuove basi) e Amico (che la vuole veder morire perché non crede nella possibilità di redenzione).
Il Vortex è sconvolto da passioni come l'odio e il desiderio sessuale. Consuella riesce a arrivare fino a Zed, ma troppo tardi: si rende conto che nel dargli la caccia è diventata come lui, e che la sovversione del Vortex è colpa sua; come se non bastasse, si è accorta di amarlo. Zed promette che se sopravviveranno, rimarranno insieme; Consuella non lo denuncia ai suoi, ma lui è ancora braccato. Zed scopre però che il Tabernacolo è una tecnologia avanzatissima che si basa sulle proprietà dei cristalli; anch'esso, come gli immortali, sembra arrendersi perché si materializza proprio nel cristallo che Zed prende in mano.
Il Tabernacolo è distrutto; il primo Rinnegato esala l'ultimo respiro, suscitando grandi speranze negli altri. Il Vortex è nel caos. May e le sue seguaci si allontanano dall'enclave, probabilmente fecondate da Zed, per iniziare altrove una nuova vita. Clonato e ricostruito dal Tabernacolo, Arthur Frayn rivela di avere pianificato ogni cosa dall'inizio, selezionando la linea genetica di Zed in modo da ottenere un'intelligenza superiore in grado di attaccare la prigione dorata dell'immortalità: è lui che gli ha insegnato a leggere e che ha sollevato il velo dell'ignoranza mostrandogli l'inganno di Zardoz. Lo Sterminatore non è un Bruto, bensì la naturale evoluzione della specie umana in risposta all'immortalità, che viola le leggi di natura.
Gli immortali si radunano smarriti, l'immortale Avalow chiede a Zed di liberarla dalla vita, ma l'ex Sterminatore è cambiato e non vuole più uccidere. Tuttavia le barriere del Vortex sono svanite con la distruzione del Tabernacolo, e un colpo di revolver raggiunge Avalow al cuore, uccidendola; gli Sterminatori irrompono a cavallo, con le maschere e le armi da fuoco e inizia la strage: gli ex immortali vengono massacrati a colpi di fucile, ma invece di fuggire terrorizzate le loro vittime li implorano di liberarli dalla condanna della vita eterna.
In piedi fra i cadaveri degli immortali abbattuti, gli Sterminatori chiamano a gran voce Zed, ma lui è ormai fuggito dal teatro della strage portando via con sé Consuella. Oltre al gruppo di May, è lei l'unica scampata all'ecatombe. Per i due inizia una vita insieme nel mondo esterno, una vita mortale in cui si partorisce, si invecchia e si muore.

## Accoglienza

### Critica
Zardoz racconta con una trama complessa, ricca di colpi di scena e scelte estetiche radicali, una storia in fin dei conti semplice: il concetto è che è la morte a dare un senso alla vita. La scena finale, sottolineata dalla suggestione della Settima sinfonia di Beethoven, è tesa a sottolineare questa visione positiva della vita, destinata a lasciare nel pubblico sentimenti confusi. Apparentemente “strano”, fuori dagli stereotipi di genere, assurdo, in realtà possiede un'estetica intenzionalmente provocatoria al punto da suscitare una forma di bellezza con la propria assurdità.
Zardoz è uno dei film di fantascienza più celebrati e conosciuti degli anni settanta, con molti pregi (ambizioni simboliche smisurate, incredibili invenzioni visive) e molti difetti (innanzitutto una certa confusione narrativa). Non c'è dubbio che per certi versi il regista si prenda troppo sul serio. Il film possiede comunque una stringente coerenza interna: ogni battuta di dialogo e ogni immagine narrativa trovano una propria spiegazione all'interno dell'universo che la trama stessa costruisce; nulla viene lasciato indietro prima della parola Fine.
Malgrado l'aspetto quasi psichedelico di certe scelte che risentono di una certa estetica anni settanta, non si può classificare la pellicola semplicemente come kitsch. Si possono trovare tematiche analoghe (la fuga dall'immortalità di un mondo gestito da un supercomputer, grazie all'intrusione di personaggio estraneo voluto dagli stessi creatori di quel mondo) nel romanzo La città e le stelle di Arthur C. Clarke (1956) da cui John Boorman ha preso non pochi spunti. Nel film troviamo l'identica situazione, personaggi analoghi e l'identico meccanismo del libro, perfino uguali conclusioni, con l'unica differenza che Boorman termina il film con la fine della città, mentre nel finale del romanzo di Clarke l'umanità arriva al volo interstellare. Il personaggio Arthur Frayn è molto simile al Buffone Khedron, che però nel romanzo scompare impaurito nel momento chiave della vicenda; sembra inoltre ispirato all'iconografia del maestro di cerimonie francese che funge da assistente alla bellissima glaciale e immortale Antinea in L'Atlantide di Georg Wilhelm Pabst.